# Зелени Јадар
Зелени Јадар је саставица ријеке Јадар. Дуга је 18,7 km. Са Студеним Јадром се састаје у Милићима, гдје заједно чине Јадар. У свом горњем току протиче кроз клисуру. Зелени Јадар протиче кроз насељено мјесто Дервента.

## Одлике
Са Зеленим Јадром се спаја на надморској висини од 260 метара.

## Хидроцентрала
Према подацима из 2011, на Зеленом Јадру је у изградњи Хидроцентрала „Јована“. Њена предвиђена снага је 1.6 MW.